# Tervassalo (ö i Norra Savolax, Kuopio)
Tervassalo är en ö i Finland. Den ligger i sjön Kallavesi och i kommunen Kuopio i den ekonomiska regionen  Kuopio ekonomiska region  och landskapet Norra Savolax, i den centrala delen av landet, 300 km nordost om huvudstaden Helsingfors. Öns största längd är 3,8 kilometer i nord-sydlig riktning.